# بیدره
بیدره (به انگلیسی: Baidara) یک منطقهٔ مسکونی در پاکستان است که در خیبر پختونخوا واقع شده‌است.